# Chambre de commerce et d'industrie de Caen
La chambre de commerce et d'industrie de Caen est l'une des deux chambres de commerce et d'industrie du département du Calvados. Son siège était autrefois en plein cœur de Caen à l'angle du boulevard Maréchal-Leclerc et de la rue de Bernières (ancienne chambre de commerce de Caen). Depuis 2002, il est à Saint-Contest au 1, rue René-Cassin. Il est desservi par la ligne 6 (arrêt Débarquement) ou la ligne 23 (arrêt parc Athéna) du réseau Twisto.
Elle fait partie de la chambre régionale de commerce et d'industrie Basse-Normandie.

## Missions
À ce titre, elle est un organisme chargé de représenter les intérêts des entreprises commerciales, industrielles et de service de l'arrondissement de Caen, partie du département du Calvados et de leur apporter certains services. C'est un établissement public qui gère  en outre des équipements au profit de ces entreprises.
Comme toutes les CCI, elle est placée sous la tutelle du préfet du département représentant le ministère chargé de l'industrie et le ministère chargé des PME, du Commerce et de l'Artisanat.
Elle fait partie de la chambre régionale de commerce et d'industrie Basse-Normandie.

### Service aux entreprises
- Centre de formalités des entreprises
- Assistance technique au commerce
- Assistance technique à l'industrie
- Assistance technique aux entreprises de service
- Point Apprentissage

Les commerçants et prestataires de services de la circonscription de la CCI Caen Normandie peuvent rejoindre l'une des deux plateformes Achat-Caen et Achat-Calvados mises en place par la CCI pour développer l'attractivité du commerce local. 

### Gestion d'équipements
- Aéroport de Caen - Carpiquet ;
- Port de Caen-Ouistreham ;
- Criée du port de pêche de Port-en-Bessin ;
- Port de plaisance d’Ouistreham ;
- Port de plaisance de Caen ;
- Ligne transmanche : Caen-Ouistreham / Portsmouth.

### Centres de formation
- ICEP-CFA : Formation des apprentis en Hôtellerie - Restauration, Fleuriste, Vente Distribution, Poissonnerie, Banque, Management, Monétique ;
- École de Management de Normandie qui possède 3 lieux d'implantation : Le Havre, Caen, Deauville ;
- AIFCC : Métiers du commerce, de la négociation commerciale et du marketing et dans les métiers de l'administratif, de la gestion, de la comptabilité et de l'informatique. C'est une école commune aux CCI du Calvados.

## Historique
- 23 mai 1821 : fondation de la chambre de commerce de Caen par ordonnance royale[3],[4].

## Pour approfondir